# Гарві Вейл
Гарві Джеймс Вейл (англ. Harvey James Vale; нар. 11 вересня 2003, Гейвордс-Гіт) — англійський футболіст, атакувальний півзахисник клубу «Челсі». На правах оренди грає за Галл Сіті.

## Клубна кар'єра
Гарві Вейл народився в містечку Гейвордс-Гіт, Західний Суссекс і почав свою кар'єру в місцевому клубі «Кроуборо». 2010 року юнак перейшов у академію «Фулгема» із Західного Лондона. Починав на позиції лівого захисника, грав на кількох позиціях на молодіжному рівні, зокрема замінюючи травмованого воротаря «Фулгема», перш ніж стати півзахисником. Вейл залишив «Фулгем», щоб приєднатися до юнацької команди «Челсі» у віці 13 років. Свій перший професіональний контракт з «синіми» підписав у вересні 2020 року.
Вейл дебютував за першу команду «Челсі» 22 грудня 2021 року у чвертьфіналі Кубка Футбольної ліги проти «Брентфорда» (2:0),19 березня 2022 року взяв участь у чвертьфінальному матчі Кубка Англії проти «Міддлсбро», замінивши Ромелу Лукаку на 84-й хвилині, коли «Челсі» вели з рахунком 2:0. 22 травня 2022 року його було визнано гравцем року Академії «Челсі» після вдалого сезону як у молодіжній, так і в основній команді.

## Міжнародна кар'єра
Вейл представляв Англію на рівні збірних до 15, до 16, до 17 і до 19 років.
Зі збірною Англії до 19 років Вейл поїхав на юнацький чемпіонат Європи 2022 року в Словаччині, де зіграв в 4 матчах і допоміг своїй команді стати чемпіоном Європи, за що був включений до символічної збірної турніру.

## Досягнення
- Переможець юнацького чемпіонату Європи до 19 років: 2022